# Lanterna de papel

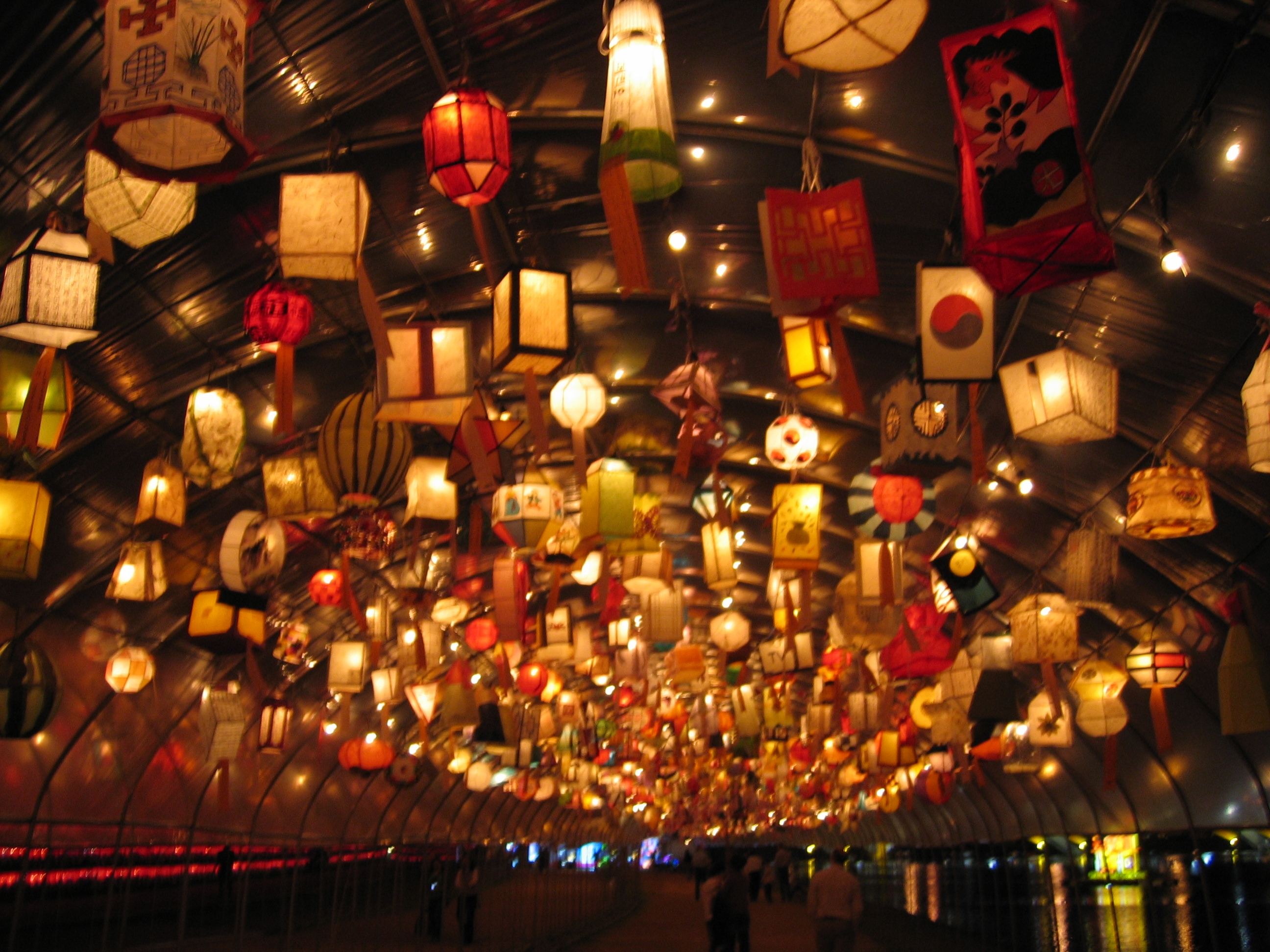
Lanternas de papel coreanas.

Uma lanterna de papel é uma lâmpada fabricada com papel, em cujo interior encontra-se uma fonte de luz (geralmente uma vela ou uma fonte de luz elétrica). Existem lanternas com formas e tamanhos diversos, e os métodos de construção também são variados: desde uma simples bolsa de papel, até refinadas armações feitas de bambu ou metal com alguma classe especialmente robusta de papel.
Sua presença associa-se com festas, e são muito habituais na China e Japão, assim como, logicamente, nos diversos bairros chineses espalhados pelo mundo, onde se encontram no exterior dos estabelecimentos públicos para atrair possíveis clientes. No Japão, recebem o nome de 提灯 (chöchin), e existe um tipo especial de caligrafia para escrever nelas chamada chöchin moji. Em diversas comunidades espanholas, é normal, durante o Natal, colocar pequenas velas em filas de pequenas bolsas de papel chamadas luminárias ou farolitos.

## Lanternas de papel vermelhas
As lanternas de papel vermelhas estiveram associadas no passado com os burgueses, de onde deriva, por exemplo, o nome do Bairro da Luz Vermelha de Amsterdã. Na atualidade, as lanternas vermelhas são usadas no Japão para anunciar bares e restaurantes. 